# Anomália (regény)
Az Anomália (eredeti címe: L’Anomalie) Hervé Le Tellier francia író regénye, mely a párizsi Gallimard Kiadónál jelent meg 2020. augusztus 20-án. Ugyanabban az évben elnyerte a legrangosabb francia irodalmi elismerést, a Goncourt-díjat.
Magyarul Gulyás Adrienn fordításában a Park Kiadónál jelent meg 2021. október 29-én.

## Ismertetése
Cselekménye a könyv megírását és első megjelenését követő évben játszódik.
2021 júniusában rendkívüli esemény forgatja fel a Párizs–New York repülőjárat utasainak életét. Köztük van Blake, a kettős életet élő családapa és bérgyilkos; Slimboy, a meleg nigériai popsztár, aki belefáradt abba, hogy hazugságban él; Joanna, a hibáit beismerő félelmetes ügyvéd; Lucie filmvágó és 30 évvel idősebb, megúnt szeretője; két matematikus, stb. Tíz utast mutat be az író, mindenkit a maga szemszögéből, a karakteréhez illeszkedő stílusú fejezetben. A gépen utazik a regény központi alakja, Victor Miesel író is, a L’Anomalie (Anomália) című készülő könyv szerzője. Az utasok nem ismerik egymást, csak egy különleges esemény, a Párizs–New York korábbi, márciusi járatának időjárási „anomáliája” képezi a kapcsolatot közöttük.
A gép hatalmas jégesőbe és valószínűtlen erősségű turbulenciába kerül. Miután kiér belőle, szeretne leszállni New Yorkban. Csakhogy... ez a gép Párizsból márciusban szállt fel. És meg is érkezett New Yorkba, akkor, három hónappal ezelőtt. Pontosan ugyanez a gép, ugyanez a kapitány, ugyanezekkel az utasokkal. A gépet átirányítják egy katonai támaszpontra.
– Nem értem. Kétszer is leszállt ugyanaz a gép? – kérdi később meglepetten egy FBI-ügynök.

Egy tömör összefoglalás szerint a regényben „egy váratlan és megmagyarázhatatlan időjárási anomáliának köszönhetően keletkezik egy kvázi negyedik dimenzió, Le Tellier kötetének szereplői (egy repülőjárat utasai, akiknek mind van valami titkolnivalója) pedig szembetalálják magukat saját másukkal ebben az új dimenzióban.”
Az írót nyilvánvalóan a posztmodern sci-fi és a cyberpunk trend ihlette, de a fantasztikum a reálissal, sőt néha játékossággal keveredik az egyébként nagyon izgalmas regényben. A könyv a 21. századi világunkra vonatkozóan számos kérdést fogalmaz meg és többféle értelmezésre ad lehetőséget, természetesen a befejezés ismeretében. Emellett sok irodalmi utalást tartalmaz, többek között az Oulipo csoport íróinak (Raymond Queneau, Italo Calvino) műveire. 
A könyv hatalmas siker lett. 2020. augusztus 20-án jelent meg és 2020. november 30-án elnyerte a leghíresebb francia irodalmi elismerést, a Goncourt-díjat. Megjelenésétől 2021. február 15-ig Franciaországban 633 000 példányban kelt el.

## Magyarul
- Anomália; ford. Gulyás Adrienn; Park Kiadó, Bp., 2021